# Downtown Manhattan Heliport

i7
i11
i13

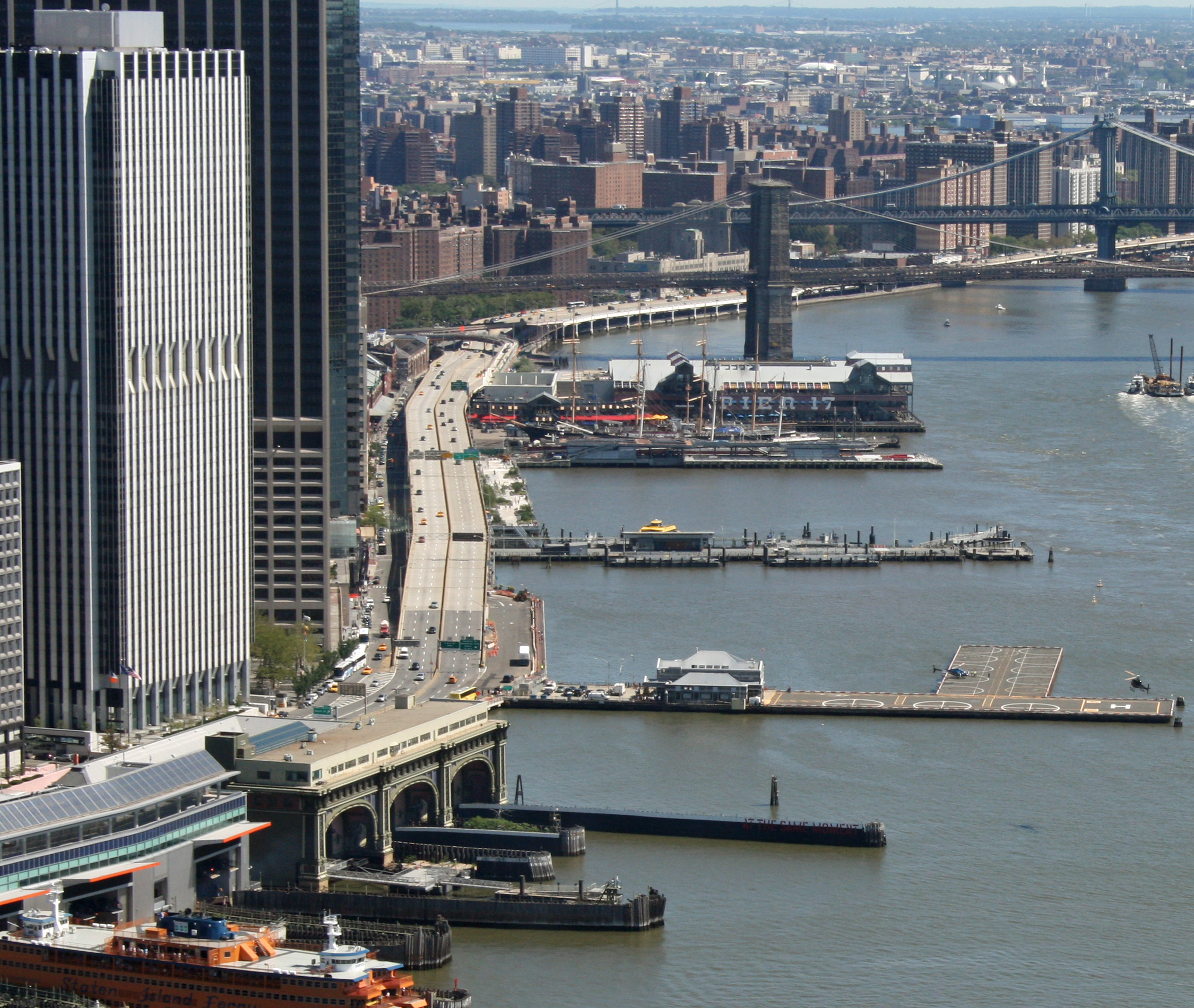
Downtown Manhattan Heliport auf Pier 6 im East River

Der Downtown Manhattan Heliport (seit 2025: Downtown Skyport) ist ein Hubschrauberlandeplatz im Financial District von Manhattan in New York City, auf dem Pier 6 im East River.

## Lage
Der Heliport liegt unweit der Brooklyn Bridge und der Wall Street mit der Börse New York Stock Exchange. Seit der Eröffnung am 8. Dezember 1960 im Eigentum der Port Authority of New York and New Jersey stehend, wurde er 2007 der New York City Economic Development Corporation (NYCEDC) übergeben. Die NYCEDC verpflichtet das Unternehmen Saker Aviation Services Inc. (vormals: FirstFlight) im Zuge einer Ausschreibung für die Verwaltung und Modernisierung des Heliports. Saker verpflichtete sich zwei Millionen US-Dollar in den Heliport zu investieren.

## Nutzung
Täglich fliegen rund 160 Hubschrauber den Heliport an. Der Großteil der Flüge sind Personentransporte zu den umliegenden Flughäfen wie den Flughafen Teterboro, den Flughafen Newark oder zum John F. Kennedy International Airport und touristische Stadtrundflüge.
Der Heliport ist mit einem Ankunfts- und Abflugsterminal ausgestattet, verfügt aber über keine Einrichtung zum Betanken der Hubschrauber.